# Oleg Romántsev
Oleg Ivánovich Romántsev (en ruso: Олег Иванович Романцев; n. 4 de enero de 1954, Gavrilovski, Unión Soviética) es un exfutbolista profesional y entrenador de fútbol ruso principalmente conocido por su extensa etapa como entrenador del Spartak Moscú y seleccionador de Rusia. Como futbolista también desarrolló gran parte de su carrera en el Spartak y fue internacional con la Unión Soviética.

## Biografía
Oleg Romántsev nació el 4 de enero de 1954 en el selo de Gavrilovskoye, en el óblast de Ryazan. Su padre trabajaba como gerente de construcción de carreteras, y la familia se mudó con frecuencia en todo el país, por lo que vivió en diferentes lugares, incluyendo la península de Kola, Altay y Kirguistán. A principios de 1960 se instalaron en Krasnoyarsk.

## Carrera como jugador
Romántsev se unió al Metallurg Krasnoyarsk, un equipo de jóvenes, para jugar como delantero. Trabajó mucho en su técnica, y sus mejoras lo llevaron a convertirse en el capitán del equipo en dos años. Cuando fue invitado a jugar con el Avtomobilist, otro equipo de Krasnoyarsk, en los campeonatos juveniles de Siberia y el Lejano Oriente, Romantsev anotó 7 goles en 4 partidos y se convirtió en el mejor jugador del torneo. Se quedó en el Avtomobilist y les ayudó a lograr la tercera posición en el campeonato juvenil soviético.

### Avtomobilist Krasnoyarsk
En 1971 Oleg Romántsev fue ascendido al primer equipo del Avtomobilist, que jugaba en la Segunda División Soviética. En su debut consiguió marcar su primer gol y otros dos en el segundo encuentro, por lo que se ganó el puesto en el once titular. Otros clubes importantes, entre ellos el Dinamo Kiev, mostraron interés en el joven jugador. Mientras jugó en el Avtomobilist, Romántsev cambió su posición en el campo, convirtiéndose en defensor izquierdo.

### Spartak Moscú
En 1976, después de un partido amistoso entre el Avtomobilist y el Spartak Moscú, Romantsev fue invitado a unirse al Spartak. Después de dos partidos con el club moscovita volvió a Krasnoyarsk, alegando un ambiente poco profesional en el Spartak. El club de Moscú descendió a la segunda división ese mismo año.
Konstantín Béskov, cuya tarea era devolver Spartak a la máxima categoría en 1977, quería tener Romántsev en su equipo. Romántsev , sin embargo, declinó la oferta para fichar con ellos. Béskov entonces lo llamó para la selección nacional y, mientras Romántsev estaba en Moscú, le convenció para jugar en el Spartak.
Oleg Romántsev jugó 165 partidos y anotó seis goles con el Spartak en la Liga Soviética. También jugó seis partidos en la Copa de Europa y diez partidos en la Copa de la UEFA. Romántsev fue el capitán del Spartak desde 1979 hasta el final de su carrera como jugador en 1983. Ganó el campeonato soviético en 1979 y se convirtió en subcampeón en 1980, 1981 y 1983.
Romántsev jugó nueve partidos con el equipo de fútbol nacional de la Unión Soviética. También jugó seis partidos y marcó un gol en el equipo que consiguió el bronce en los Juegos Olímpicos de 1980.

## Carrera como entrenador

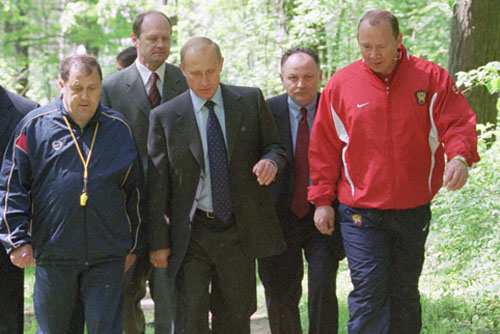
Oleg Romántsev, en chándal y a la derecha, junto al presidente Vladímir Putin durante su cargo como seleccionador ruso, en una imagen a escasas fechas de la Copa Mundial de 2002.

En 1984 aceptó una oferta de Nikolái Stárostin como entrenador de un club de Moscú, el Krasnaya Presnya. En 1988 se trasladó a Vladikavkaz (entonces Ordzhonikidze) para entrenar al Spartak Vladikavkaz.
Romántsev regresó al Spartak de Moscú como entrenador en 1989 y ganó el título soviético en su primera temporada con el club. En 1991 llegó a firmar un contrato con un recién ascendido Real Club Deportivo de La Coruña  pero al poco tiempo se echó atrás y no llegaría a comenzar la temporada 1991-1992 como así afirmaba Augusto César Lendoiro. Acabó por recalar en el Spartak y su paso por el supuso una de las edades doradas de la historia del club, que logró ocho campeonatos de Rusia (1992-1994 y 1997-2001), cuatro copas nacionales (1992, 1994, 1998 y 2003) y las semifinales de todas las competiciones europeas (Copa de Europa 1990-91, Recopa de Europa 1992-93 y Copa de la UEFA 1997-98). Romántsev posee el récord de más partidos con el Spartak como entrenador con 401, mientras que Béskov tiene 396.
Posteriormente Romántsev fue elegido presidente del Spartak en 1993, al tiempo que conservó el puesto de entrenador en jefe. En 1994-1996 también fue seleccionador del equipo nacional de Rusia, al que clasificó para las fases finales de la Eurocopa 1996 y la Copa Mundial de la FIFA 2002.
En 2003 Romántsev dejó el Spartak, renunciando primero como presidente y luego como entrenador. Su carrera continuó en Moscú al entrenar al Saturn Ramenskoe (septiembre de 2003-febrero de 2004) y al Dynamo Moscú (octubre de 2004-mayo de 2005), pero no ha vuelto a dirigir ningún equipo profesional desde entonces. El 23 de abril de 2009 Romántsev aceptó ayudar al actual entrenador del Spartak, Valeri Karpin, como entrenador consultor.

## Palmarés

### Jugador
- Soviet Top Liga
  - Campeón: 1 (1979)
  - Subcampeón: 3 (1980, 1981, 1983)
- Primera Liga Soviética
  - Campeón: 1 (1977)
- Copa de la Unión Soviética
  - Subcampeón: 1 (1981)
- Juegos Olímpicos
  - Bronce: 1 (1980)

### Entrenador
- Soviet Top Liga
  - Campeón: 1 (1989)
  - Subcampeón: 1 (1991)
- Liga Premier de Rusia
  - Campeón: 8 (1992, 1993, 1994, 1997, 1998, 1999, 2000, 2001)
- Copa de la Unión Soviética
  - Campeón: 1 (1992)
- Copa de Rusia
  - Campeón: 3 (1994, 1998, 2003)

Otros resultados notables
- Copa de Europa
  - Semifinalista: 1 (1990/91)
- Recopa de Europa
  - Semifinalista: 1 (1992/93)
- Copa de la UEFA
  - Semifinalista: 1 (1997/98)